# Chromadorita leuckarti
Chromadorita leuckarti är en rundmaskart som först beskrevs av De Man 1876.  Chromadorita leuckarti ingår i släktet Chromadorita och familjen Chromadoridae. Arten är reproducerande i Sverige. Inga underarter finns listade i Catalogue of Life.